# Mörkhövdad spiklav
Mörkhövdad spiklav (Calicium adaequatum) är en lavart som beskrevs av Nyl. Mörkhövdad spiklav ingår i släktet Calicium och familjen Physciaceae.  Arten är reproducerande i Sverige. Inga underarter finns listade i Catalogue of Life.